# Prunus andersonii
Prunus andersonii es una especie arbustiva del género Prunus, natural del oeste de los Estados Unidos, este de California y oeste de Nevada.

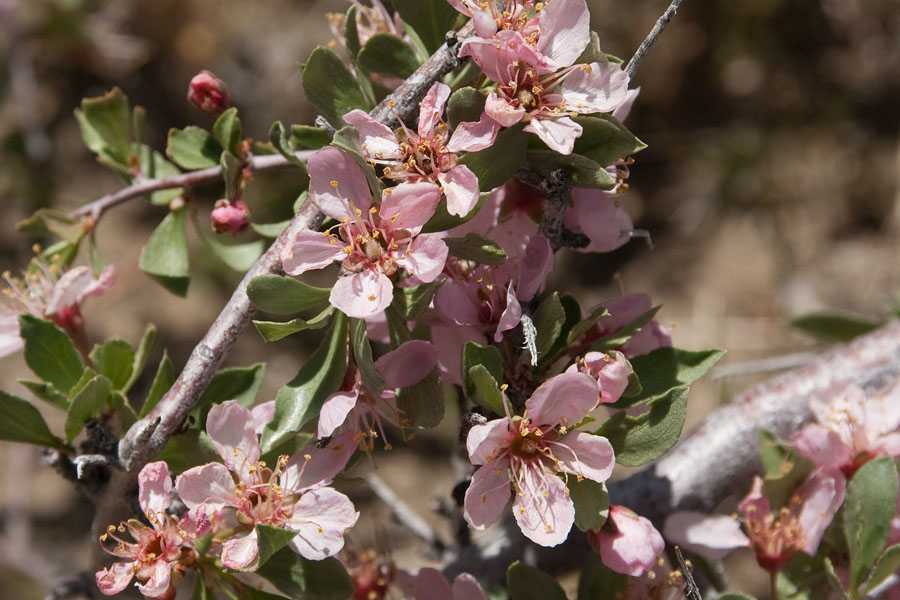
Inflorescencia

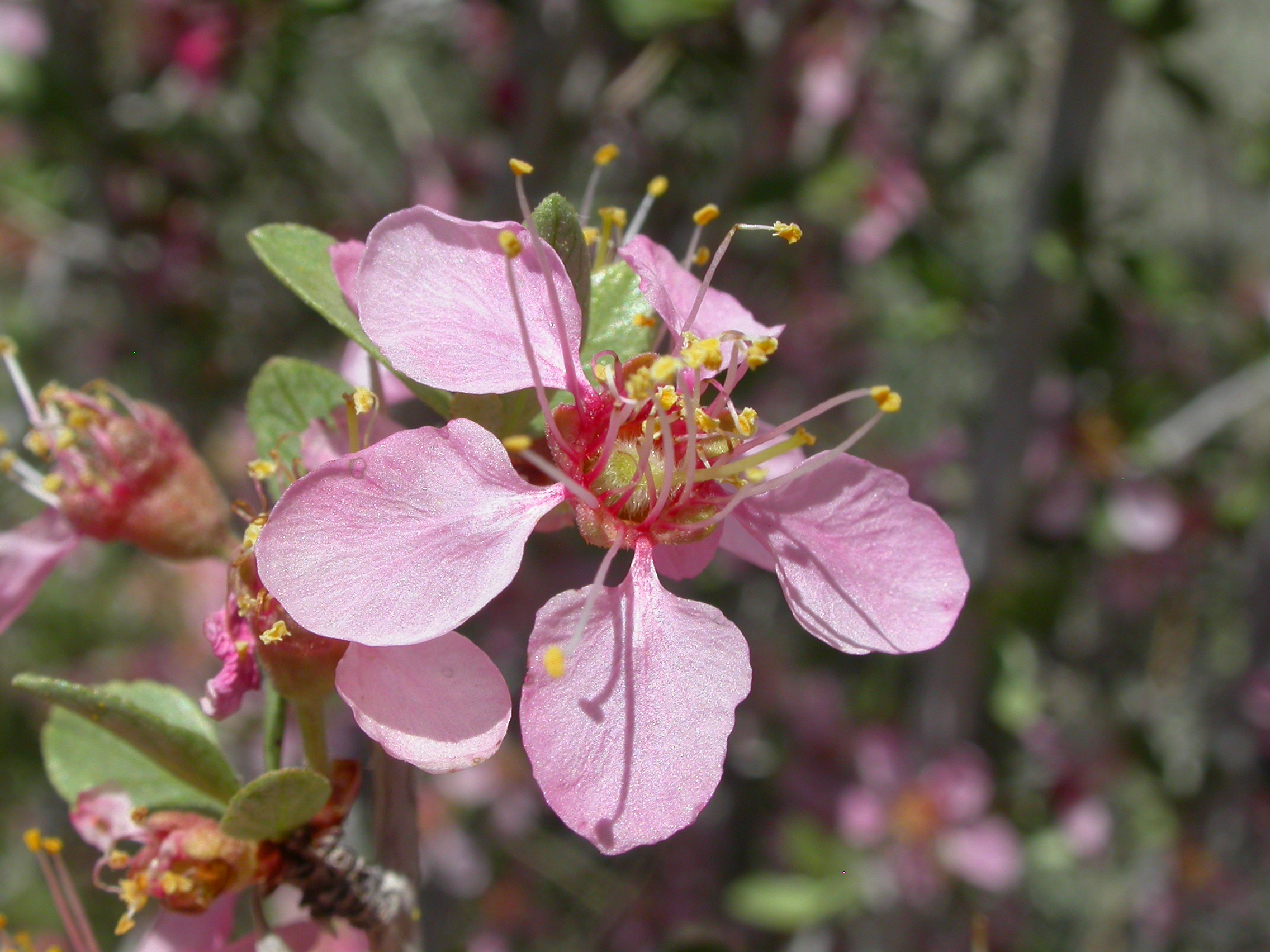
Flores

## Descripción
Es un arbusto caducifolio muy ramificado que alcanza los 1,2 metros de altura. Las hojas, pecioladas, se producen agrupadas y tienen 9-30 mm de longitud, siendo finamente serradas. Las inflorescencias de 1-2 flores, con pedúnculo, tienen 4-7 mm  de longitud con pétalos rojozos de 5-9 mm de largo. Tiene un pequeño fruto  de 10-14 mm comestible y subesférico de color rojo anaranjado y con pulpa seca. Generalmente es reconocido por sus flores blancas o rosas.

## Taxonomía
Prunus andersonii fue descrita por Asa Gray y publicado en Proceedings of the American Academy of Arts and Sciences 7(2): 337–338, en el año 1868.
Etimología
Ver: Prunus: Etimología
andersonii: epíteto otorgado en honor del naturalista Charles Lewis Anderson (1827-1919).
Sinonimia
- Amygdalus andersonii (A. Gray) Greene
- Emplectocladus andersonii (A. Gray) A. Nelson & P.B. Kenn.	[4]